# Ливада
Ливада (грч. λιβάδι) тип је екосистема на коме доминира травна вегетација. Најчешће биљке ливада су траве (породица Poaceae), махунарке (Fabaceae), оштрице (Cyperaceae) и главочике (Asteraceae). Ливадска вегетација је мезофилна, чини природан прелаз између ксерофитних (сушних, степских) травних заједница и хигрофитних (влажних ливада и мочвара). По правилу, ливаде су азонални тип вегетације, јер се могу развити у различитим вегетацијским зонама. Изузетак су субалпијске и алпијске ливаде, које се као зонална вегетација развијају изнад горње шумске границе.

## Врсте ливада према пореклу
Према пореклу, ливаде могу бити примарне (природне) и секударне (вештачке).
Примарне ливаде се развијају у областима где се дрвенаста вегетација не може одржати услед неповољних климатских или других еколошких фактора. Изнад горње шумске границе клима је преоштра за развиће жбунасте и шумске вегетације, па се развија зона субалпијских и алпијских (планинских) ливада. У зонама тундре, степе или пустиња ливаде се развијају близу река, у речним долинама, где је влажност земљишта одговарајућа. Плавне ливаде се такође развијају у речним долинама (најчешће долинама низијских река, близу ушћа и делти) и један део сезоне су подложне плављењу. Примарне ливаде постоје и на заслањеним земљиштима, попут полупустиња и морских обала.
Секундарне ливаде су настале дејством човека, најчешће у зони шумске вегетације, где су се развиле након крчења шума. Човек одржава ливадске екосистеме редовном косидбом, чиме се спречава раст дрвенастих биљака и обнова шумског екосистема. Један део биљака на овим ливадама чини аутохтона зељаста вегетација, а већи део човек сеје (попут луцерке и детелине). Секундарне ливаде су привременог карактера – када престане њихова експлоатација, зонална вегетација се обнавља.

## Врсте ливада према положају и саставу вегетације
Како се ливадски екосистеми могу јавити у великом распону климатских и педолошких фактора, њихова вегетација је веома разноврсна, са великим бројем заступљених вегетацијских асоцијација. Као три најосновнија типа (секундарних) ливада могу се издвојити долинске, брдске и мочварне ливаде.
Долинске ливаде су већином секундарног порекла, налазе се у близини река, на влажном и плодном алувијалном земљишту. Вегетација долинских ливада је бујна, изграђена од високих мезофитних зељастих биљака. Примарна продукција у екосистемима долинских ливада је веома висока и стога се косидба врши и неколико пута током године. Најчешће биљке долинских ливада у Европи су ливадарке (Poa pratensis, Poa trivialis), јежевица (Dactylis glomerata), пиревина (Agropyrum repens), детелине (Trifolium repens, Trifolium pratense), звездан (Lotus corniculatus), ливадска жалфија (Salvia pratensis).
Брдске ливаде настају на рачун искрчених шума на падинама брда и планина, где нема плављења река. Вегетација ових ливада веома је блиска степској. Честе врсте биљака на брдким ливадама су класача (Bromus erectus), средња боквица (Plantago media), брдске детелине (Trifolium montanum, Trifolium alpestre), чистац (Stachys recta) и дубачац (Teucrium montanum).
Мочварне ливаде настају после крчења шума на земљиштима са високим нивоом подземних вода или земљиштима која су изложена дуготрајним поплавама. Вегетацију мочварних ливада углавном изграђују траве, махунарке, оштрице и сите. Често заступљене врсте биљака су барска ливадарка (Poa palustris), бела росуља (Agrostis alba), високи бус (Deschampsia caespitosa), оштрице (Carex vulpina, Carex gracilis) и љутићи (Ranunculus flammula, Ranunculus repens).

## Значај ливада
Значај примарних ливада највише лежи у њиховом биодиверзитету, а служе и за исхрану животиња из суседних, мање продуктивних екосистема. Поједине вегетацијске асоцијације ливада су у режиму заштите (нпр. ЕУ програмом Natura 2000).
Секундарне ливаде су у првом реду економски значајне за човека, пошто сено са ливада представља примарни извор хране у сточарству.

## Људска интервенција
Вештачки или културно формиране ливаде настају и непрестано захтевају људску интервенцију ради опстанка и раста. На многим местима, природне, нетакнуте популације слободно-лутајућих великих животиња које пасу су изумрле или имају веома ограничене величине популације због људских активности. Тиме се умањује или уклања њихов природни утицај на екологију околине и то доводи до тога да се ливаде стварају или одржавају само људском интервенцијом. Постојеће ливаде потенцијално могу постепено да орону, ако се не одржавају у складу са пољопривредном праксом. Исто тако поновно увођење животиња које користе ливаде за испашу може да утиче на поновни развој ливада као природних станишта. Човечанство је миленијумима утицало на екологију и пејзаж у многим деловима света, тако да понекад може да буде тешко да се разазна шта је природно, а шта пољопривредна култура. Ливаде су један од примера.
Са умањеном заступљеношћу екстензивног типа пољопривреде попут испаше у појединим деловима света, ливаде су постале угрожени хабитат. Неки научни пројекти стога експериментишу са поновним увођењем животиња које природно користе ливаде за испашу. Овим су обухваћени јелени, вапити, козе, дивљи коњи, итд. у зависности од локације. Један егзотичнији пример са ширим опсегом, је европски Таурос програм.
Неке еколошке организације препоручују да се конвертују травњаци у ливаде обустављањем или смањивањем кошења. Они тврде да ливаде могу боље очувати биодиверзитет, воду, и смањити употребу ђубрива. На пример, године 2018. еколошке организације уз подршку Одељења за животну средину и исхрану Енглеске, услед забринутости због опадања броја пчела широм света, издале су 2018. сет препорука за очување пчела. Њихове препоруке обухватају: 1) узгајање цвећа, жбуња и дрвећа, 2) пуштање врта да подивља, 3) ређе кошење траве, 4) недирање гнезда и места хибернације инсеката, и 5) пажљиво разматрање пестицида.

### Утицај туризма
Примећено је да утицај људске активности повећава деградацију ливадског земљишта. Ово је допринело клизиштима у Шоласу. На пример, због скијашких активности и урбанизације, примећено је да су ливаде града Закопане, Пољска, имале измењен састав земљишта. Органски материјал тла је избледео и био је поремећен услед хемикалија из отопљене воде из вештачког снега и скијашке машине.

## Ливаде и климатске промене

### Еколошке последице
Климатске промене утичу на температурне обрасце падавина широм света. Ефекти су регионално веома различити, али генерално, температуре имају тенденцију пораста, снежни покривачи имају тенденцију да се топе раније и многа места имају тенденцију да постану сува. Многе врсте реагују на ове промене лаганим померањем свог станишта према горе. Повећана надморска висина смањује средње температуре и тако омогућава врстама да у великој мери задрже своје првобитно станиште. Још један уобичајени одговор на промењене услове животне средине су фенолошке адаптације. То укључује промене у времену клијања или цветања. Други примери укључују, на пример, промену образаца миграције птица. На ове адаптације првенствено утичу три покретача:
- Повећана температура
- Промена образаца падавина
- Смањен снежни покривач и раније отапање

На ливадама, како је вода постаје све оскуднија, то значи и мање влаге за биљке. Цветајуће биљке се такође не развијају и стога не дају много хране зависним створењима. Овакве промене у биљкама могу да утичу на популацију бивола, као и на бројна друга створења, укључујући инсекте.

#### Ефекти виших температура
Као одговор на температурне промене, цветне биљке могу реаговати било кроз просторне или временске промене. Просторни помаци се односе на миграцију ка хладнијим областима, често на већим надморским висинама. Временски помак значи да биљка може да промени своју фенологију да би цветала у друго доба године. Кретањем ка раном пролећу или касној јесени могу да поврате пређашње температурне услове. Ове адаптације су додуше ограничене. Просторна померања могу бити тешка ако су подручја већ насељена другим врстама, или када се биљка ослања на специфичну хидрологију или тип земљишта. Други аутори су показали да више температуре могу повећати укупну биомасу, али изгледа да температурни шокови и нестабилност имају негативан утицај на биодиверзитет. Сматра се да је ово чак случај и са вишегодишњим врстама, за које се раније сматрало да имају ефекат пуферовања на екстремне временске прилике.